# Fekete Dominik
Fekete Dominik (Szekszárd, 1998. április 5. –) magyar autóversenyző, jelenleg az Auto GP versenysorozatban indult az osztrák Zele Racing csapat színeiben. Édesapja, Fekete Krisztián sokszoros Magyar Formula bajnok.

## Pályafutása
2010-ben, néhány nappal 12. életévének betöltése után Pődör Balázs csapatában mutatkozott be a gokartozás világában. Első gokartversenyén rögtön két 4. helyet szerzett a magyar bajnokság Rotax Mini Max kategóriájában. Második versenyhétvégéjén már két 3. hellyel hívta fel magára a figyelmet, majd a szezon utolsó állomáshelyén, a Kakucsringen egy dupla győzelemmel tette fel a koronát egész éves teljesítményére. Az év végi összesítésben a 2. helyen zárta élete első bajnoki idényét.
A 2011-es szezonnak már egy másik kategóriában, a Rotax Max Juniorban vágott neki, még mindig Pődör Balázs csapatában. Ez az év kevésbé alakult jól számára, néhány 3. helyet tudott felmutatni, az év végi összesítésben pedig a magyar bajnokságban a 6., a Közép-Európai zónabajnokságban a 7. helyet szerezte meg. 2012-ben egy makacs hátsérülés nehezítette a dolgát, ami miatt csak a szezon első és utolsó versenyét tudta teljesíteni.
2012-es a gokart mellett teljesítette első formulaautós tesztjét Szigetvári Mátyás Formula Renault 1,6-os versenygépével. 2013-ban már egy Formula BMW-vel mutatkozott be az autós gyorsasági bajnokság formulaautós mezőnyében, majd év közben egy Formula Renault 2000-esse váltott. Első évében legjobb eredménye egy 4. helyezés volt, 2014-ben viszont egy 3. és egy 2. hellyel is büszkélkedhet már a Pannóniaringről, ezeket egy Formula Masters volánjánál szerezte meg. A FIA CEZ-versenysorozatában, a közép-európai bajnokságban ausztriai Red Bull Ringen ötödik helyen végzett. 2015-ben a B3 Racing Team csapat színeiben indult a SEAT León-Európa-kupa mezőnyében Bús Edina, Tassi Attila és Kiss Norbert is a csapattársai között szerepelt. A szezon során az első négy versenyhétvégén indult, de pontot nem sikerült szereznie és a szezont az összetett bajnokság 41. helyén fejezte be. 2016-ban Magyarországon is tovább versenyzik, valamint az Auto GP-ben Fekete Zoltánnal együtt a Zele Racing csapatával az évadnyitó versenyen indul.

## Eredményei

### Teljes SEAT León-Európa-kupa eredménylistája
(Táblázat értelmezése)

(Félkövér: pole-pozícióból indult; dőlt: leggyorsabb kört futott) 

| Év   | Csapat         | 1        | 2        | 3        | 4        | 5        | 6        | 7        | 8        | 9     | 10    | 11    | 12    | 13    | 14    | Helyezés | Pont |
| ---- | -------------- | -------- | -------- | -------- | -------- | -------- | -------- | -------- | -------- | ----- | ----- | ----- | ----- | ----- | ----- | -------- | ---- |
| 2015 | B3 Hungary KFT | LEC 1 19 | LEC 2 Ki | EST 1 19 | EST 2 17 | SIL 1 23 | SIL 2 24 | RBR 1 25 | RBR 2 18 | NÜR 1 | NÜR 2 | MNZ 1 | MNZ 2 | CAT 1 | CAT 2 | 41.      | 0    |

### Teljes Auto GP eredménylistája
(Táblázat értelmezése)

(Félkövér: pole-pozícióból indult; dőlt: leggyorsabb kört futott) 

| Év   | Csapat      | 1       | 2       | 3     | 4     | 5     | 6     | 7     | 8     | 9     | 10    | Helyezés | Pont |
| ---- | ----------- | ------- | ------- | ----- | ----- | ----- | ----- | ----- | ----- | ----- | ----- | -------- | ---- |
| 2016 | Zele Racing | ADR 1 3 | ADR 2 5 | MNZ 1 | MNZ 2 | ASS 1 | ASS 2 | BRN 1 | BRN 2 | IMO 1 | IMO 2 | 7.       | 25   |